# Área de Proteção Ambiental do Lagamar do Cauípe
A Área de Proteção Ambiental do Lagamar do Cauípe é uma unidade de conservação estadual localizada no município de Caucaia, Ceará. Criada através do Decreto Estadual Nº 24.957, de 5 de Junho de 1998. O local é rico em biodiversidade e foi criado para proteger as nascentes dos rios e as espécies da fauna e flora da região.

## Características gerais
De acordo com o Diagnóstico e Zoneamento Ambiental da APA do Lagamar do Cauípe, a área integra ecossistemas da planície litorânea e dos tabuleiros pré-litorâneos, onde a planície flúvio-lacustre está embutida. O lagamar se apresenta como um corpo d’água alongado, disposto perpendicularmente à linha de costa, oriundo do barramento do Rio Cauípe pelo campo de dunas móveis.
A área de influência direta da APA e do seu entorno é composta por terrenos cenozóicos. Sua porção Norte é integrada por sedimentos quaternários de dunas e de origem fluvial e marinha. Para Sul, bordejando de modos sinuosos os contornos do corpo d’água, há preponderância de sedimentos da formação barreiras, que tem coberturas arenosas e, eventualmente, areno-argilosas. A planície flúvio-lacustre tem largura proporcional às oscilações das águas do lagamar, que depende da alimentação fluvial do Rio Cauípe e de oscilações do lençol freático. Do ponto de vista hidrológico, a área é drenada pelo baixo Rio Cauípe, onde pela margem esquerda os pequenos Riachos dos Matões e Coité, convergem para o Lagamar.
A cobertura vegetal é composta por espécies características de áreas de dunas e tabuleiros pré-litorâneos, destacando-se o Anacardium occidentale (cajueiro), Byrsonima crassifolia (murici), Guazuma ulmifolia (mutamba), Jatropha molissima (pinhão bravo) e Hirtella racemosa (azeitona do mato).

## Turismo
Os ecossistemas existentes nesta unidade de Conservação favorecem atividades ligadas a pesca esportiva, ao turismo, prática de esportes náuticos à vela, como o windsurf, o kitesurf e caminhadas ecológicas nas dunas e lagoas interdunares.
A beleza cênica da APA do Lagamar do Cauípe, marcada pela vegetação nativa litorânea, as dunas móveis na margem direita do rio, as dunas fixas na margem esquerda e o sangradouro do rio em direção à costa atrai muitos visitantes, principalmente nos finais de semana.

## Comunidades
As comunidades tradicionais inseridas na APA do Lagamar do Cauípe são as da Barra do Cauípe, Cristalinas, Coqueiro, Pitombeira e Pirapora. A primeira era anteriormente formada por pescadores e hoje por barraqueiros, sendo o turismo a principal atividade econômica. As comunidades de Coqueiro e Pitombeira são essencialmente formadas por pescadores e agricultores e de Pirapora por agricultores e mineradores de areia vermelha.
Das comunidades locais, a Barra do Cauípe tem demonstrado aumento significativo na renda familiar, sedimentando cada vez mais a atividade turística na APA. Observa-se a melhoria econômica pela substituição de casas de taipa e palha por casas de alvenaria. As comunidades locais contam com energia elétrica, mas as condições de saneamento básico ainda são precárias. O nível de escolaridade é baixo, existindo apenas escolas de ensino fundamental.

## Atividades proibidas
- Implantação ou ampliação de quaisquer tipos de construção civil sem o devido licenciamento ambiental;
- Supressão de vegetação e uso do fogo sem a autorização da SEMACE;
- Atividades que possam poluir ou degradar os recursos hídricos abrangidos pela APA, como também o despejo de efluentes, resíduos ou detritos capazes de provocar danos ao meio ambiente;[3]
- Tráfego de veículos fora dos acessos e trilhas existentes;
- Intervenção em Áreas de Preservação Permanente (APP), como: margens do lagamar, campo de dunas e demais áreas que possuem restrições de uso, determinadas no zoneamento da APA;
- Uso de lanchas, de jet-ski e quaisquer outras embarcações náuticas motorizadas, salvam para fins de interesse público;
- Demais atividades danosas previstas na legislação ambiental.

## Parcerias
- Conselho Gestor da APA do Lagamar do Cauípe, que possui caráter consultivo;
- Universidade Federal do Ceará – UFC;
- Associação dos Moradores e Amigos da Lagoa do Banana – AMALB;
- Associação de Pesquisa e Preservação de Ecossistemas Aquáticos – AQUASIS;
- Centro de Pesquisa e Vivência Ecológica – CEPEVIVE;
- GERMINARE;
- Fundação de Turismo, Esporte e Cultura de Caucaia;
- Secretaria de Agricultura, Pesca e Meio Ambiente de Caucaia;
- Associações comunitárias.